# Рушник (побутовий)

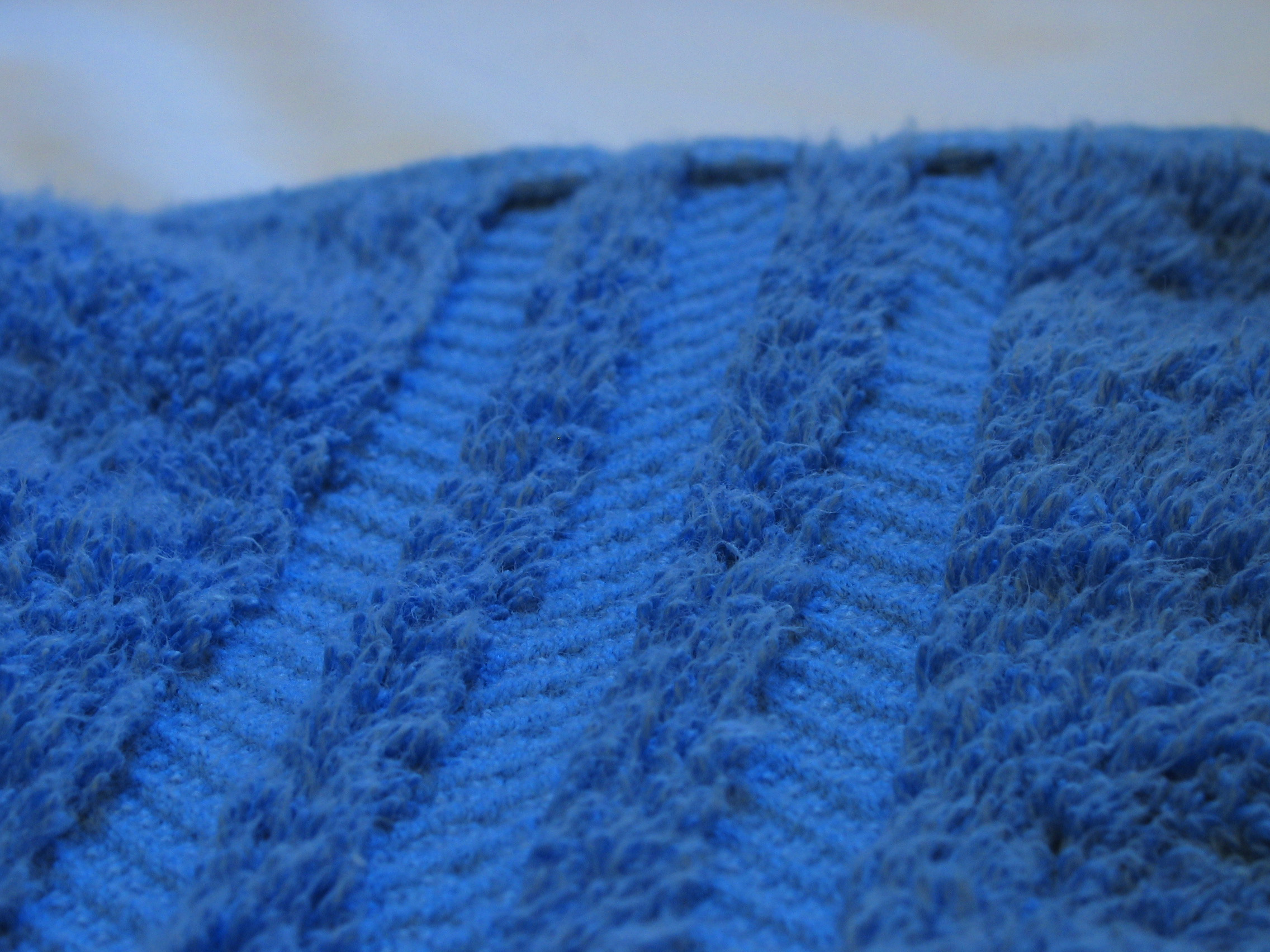

Рушни́к — довгастий шматок тканини (бавовняної, лляної, полотняної тощо) для витирання обличчя, тіла, посуду тощо. Знімає з предметів рідину шляхом вбирання або тертя при прямому контакті. У східних слов'ян рушник традиційно був з вишитим або витканим візерунком.
Слово «рушник» за походженням пов'язане з «рука» (ручьникъ), зміна «ч» на «ш» пояснюється його дисиміляцією перед «н».
Традиційно побутовий рушник для рук називали «рушник-утирач» або просто «утирач» (для посуду — «сти́рок») — на відміну від інших видів рушників (кілкових, божників, плечевих, подаркових), що відомі зараз як «український традиційний рушник».

## Історія
Згідно з археологічними дослідженнями Середньовіччя, «... до особистих речей, які зберігалися в тісному доступі, включали ніж і рушник, які завжди були в наявності». Проте дослідники появу рушника зазвичай пов’язують із містом Бурса, Туреччина, у 17 столітті. Ці турецькі рушники починалися як плоский тканий шматок бавовни або льону, що називався пештамал, часто вишитий вручну. Досить довгі, щоб охопити тіло, пештамали спочатку були вузькими, але з часом еволюціонували у ширші та зазвичай мали розміри 90 на 170 см. Пештамали використовували в турецьких лазнях, оскільки вони залишалися легкими у вологому стані та добре вбирали воду.

## Види рушників
- Одноразовий рушник
- Паперовий рушник
- Рушник для ванни
- Спортивні рушники
- Рушник з мікрофібри

## Матеріал
Для виготовлення рушників використовують такі матеріали:
- Полотно (традиційні й церемоніальні рушники, стирки для посуду)
- Вафельне полотно (вафельні рушники)
- Махрова тканина (махрові рушники)
- Папір (паперові рушники)
- Мікрофібра

## Рушник в масовій культурі
Письменник Дуглас Адамс у фантастичному романі «Путівник Галактикою» описав рушник як незамінну для подорожувальника автостопом річ. Шанувальники його творчості стали відзначати день рушника і носять з собою рушник в цей день. В анімаційному серіалі «Південний парк» є персонаж Рушничок — живий розумний рушник.

## Рушник як частина культури
- У стародавніх слов'ян рушник («убрусець») був ритуальним, обрядовим предметом. Це значення зберігалося в багатьох народів Поволжя і Приуралля (чувашів, марійців, башкирів, татар, удмуртів) аж до початку 21 століття. Однак зараз воно перетворилося в чисто побутову річ, не здатну (з точки зору багатьох людей) мати якісь інші варіанти застосування.